# Band-a-SKA

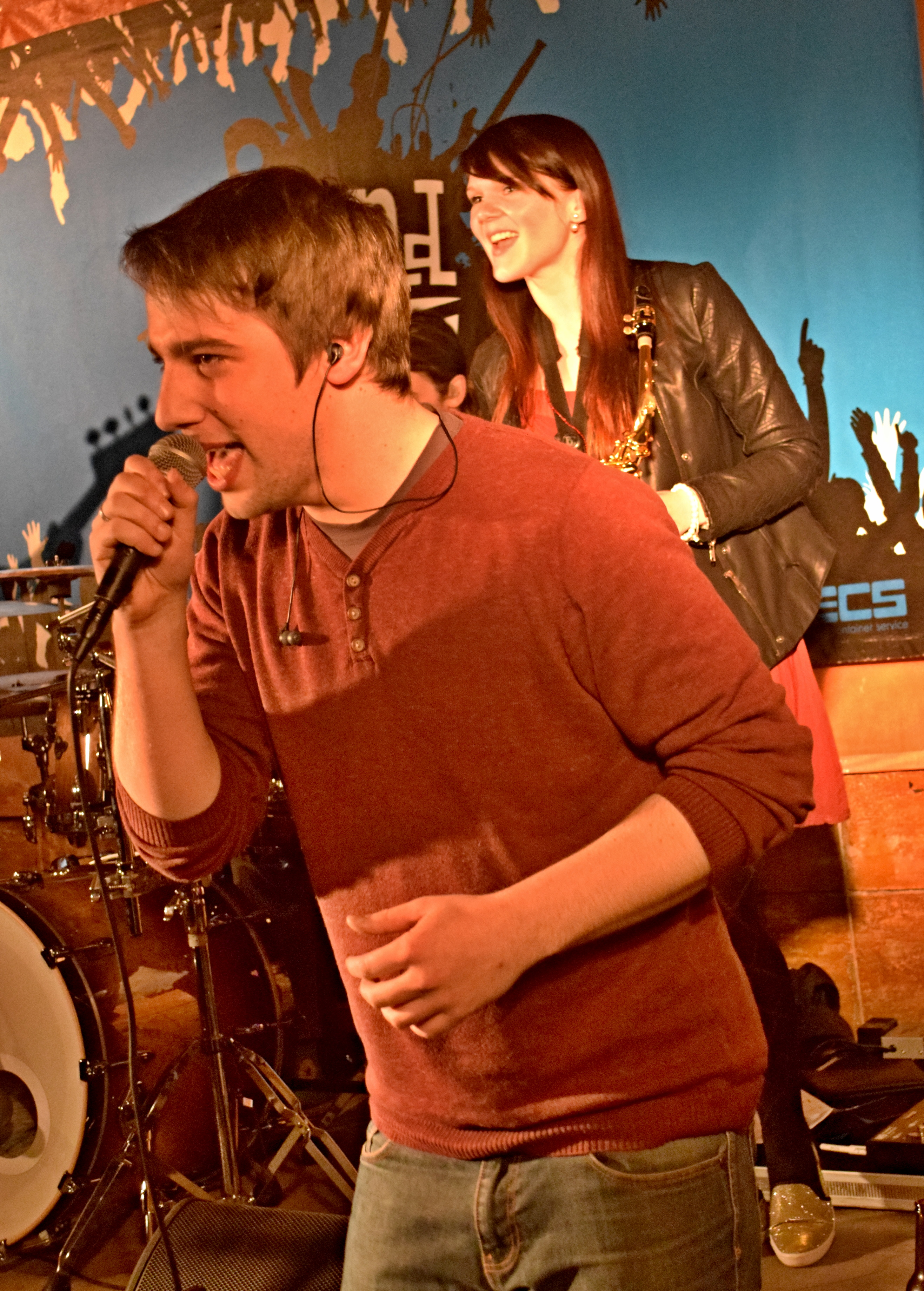
Prochy - koncert Polsko - Pasterka

Band-a-SKA je česká hudební skupina hrající ve stylu ska. Aktivně funguje od roku 2011, jejím domovským městem je Týniště nad Orlicí.

## Obsazení
K roku 2017 hraje kapela v tomto složení:
- Michal Procházka – zpěv, klávesy
- Václav Hloušek – trubka
- Martina Kumpoštová – alt saxofon
- Karel Štrégl – tenor saxofon
- Jan Ptáček – trombon
- Aleš Dvořák – kytara
- Václav Zmítko – baskytara
- Ondřej Šimko – bicí

## Diskografie
Skupině vyšly tyto desky:
- V Zanzibáru na báru (EP, 2013)[2]
- Zajíc v pytli  (2013)
- Dědovy veselé Vánoce (singl, 2014)
- Nohy do praku (EP, 2015)
- V našem lese děs a běs (EP, 2016)